# 苏从
苏从（？—？），春秋时楚国大夫。苏氏，名从。

## 生平
根据《史记·楚世家》记载，楚庄王即位，三年不出号令，在后宫日夜为乐，下令进谏之人处死。苏从入宫以谏，楚庄王说：“你没听到我的命令吗？”苏从说：“国君杀死我，能使你清醒，也就是我的愿望了。”楚庄王听后，于是罢淫乐，听政于朝，楚国大治。随后楚庄王成为春秋霸主。